# Albert Ilovar
Albert Ilovar, slovenski častnik; * 1. avgust 1910, Trst, † 17. maj 1945, Allach pri Dachavu, Nemčija. 
V letih 1928−1931 se je šolal na Vojaški akademiji v Beogradu in do 1939 napredoval v čin kapetana 2. razreda. Služboval je v več krajih Jugoslavije ter bil 1940–1941 častnik v vojaškem obveščevalnem centru v Ljubljani. Po okupaciji 1941 je nekaj časa sodeloval z aktivisti Osvobodilne fronte, od marca 1942 je bil v internaciji v koncentracijskem taborišču Gonars in Padovi, po vrnitvi pa je v Ljubljani skrbel za četniško mobilizacijo. Septembra 1943 je vstopil v Slovensko domobranstvo in bil v njegovem Organizacijskem štabu načelnik obveščevalnega odseka. Zaradi ilegalnega protiokupatorskega delovanja ga je gestapo v decembru 1944 aretiral in odpeljal v koncentracijsko taborišče Allach pri Dachavu.